# Helicoverpa punctigera
Helicoverpa punctigera is een vlinder uit de familie van de uilen (Noctuidae). De wetenschappelijke naam van de soort is voor het eerst geldig gepubliceerd in 1860 door Wallengren.
De spanwijdte is ongeveer 4 cm. In het laboratorium leven de volwassenen dieren 11 tot 18 dagen.
H. punctigera is in staat tot langeafstandsmigratie van hun habitat in het binnenland van Australische naar kustgebieden en komt af en toe naar Nieuw-Zeeland.
Deze soort is een generalist, waarvan de larven zich voeden met meer dan 100 plantensoorten. De soort wordt beschouwd als een plaaginsect in gewassen als tabak, vlas, erwten, zonnebloem, katoen, maïs en tomaten. 
Buiten de agrarische omgeving omvatten primaire waardplanten enkele in Australische inheemse soorten, zoals Leiocarpa brevicompta, Senecio gregorii en Cullen cinereum. 
H. punctigera wordt vaak vergeleken met de verwante H. armigera, die in tegenstelling tot H. punctigera resistentie heeft ontwikkeld voor bepaalde insecticiden en andere genetisch gemodificeerde katoengewassen. De twee soorten worden wel met elkaar verward omdat ze op elkaar lijken, maar kunnen echter worden onderscheiden door kenmerkende verschillen in hun achtervleugels.